# Zbydniów (Basses-Carpates)
Pour les articles homonymes, voir Zbydniów.
Zbydniów est une localité polonaise de la gmina de Zaleszany, située dans le powiat de Stalowa Wola en voïvodie des Basses-Carpates.